# Andrea Češková
Andrea Češková (ur. 18 października 1971 w Pradze) – czeska polityk i prawniczka, posłanka do Parlamentu Europejskiego VII kadencji.

## Życiorys
W 1995 ukończyła studia prawnicze na Uniwersytecie Karola. Pracowała jako prawniczka w kancelariach prawnych, uzyskała uprawnienia adwokata, a także stopień doktora prawa. Specjalizowała się w zakresie prawa podatkowego. W 1998 wstąpiła do Obywatelskiej Partii Demokratycznej. Z jej ramienia była między innymi radną praskiej rady miasta, gdzie przewodniczyła komisji finansów.
W wyborach w 2009 z listy ODS została posłanką do Parlamentu Europejskiego. Przystąpiła do grupy Europejskich Konserwatystów i Reformatorów, została członkinią Komisji Kontroli Budżetowej oraz Komisji Praw Kobiet i Równouprawnienia.